# Тургамбаев, Айтмагамбет
Айтмагамбет Тургамбаев (1928 — 1989) — передовик советского сельского хозяйства, тракторист совхоза «Восток» Каркаралинского района Карагандинской области, Герой Социалистического Труда (1967).

## Биография
Родился в 1928 году на территории Каркаралинского округа Казахской Автономной Социалистической Советской Республики в семье казаха.
В начале Великой Отечественной войны, когда большая часть трудоспособного мужского населения Казахстана была призвана на фронт, а основной труд лёг на плечи подростков, с 1942 года начал свою трудовую деятельность. Стал работать разнорабочим в местном колхозе имени «Калинина», в 16-ти лет сел трудится на комбайне. В совершенстве овладел всеми видами сельскохозяйственной техники и очень быстро стал опытным механизатором.
После проведения реорганизационных работ, колхоз имени Калинина влился в совхоз «Восток». Работал на зерноуборочном комбайне СК-4 на протяжении многих лет. Выполнял суточную норму в среднем на 225 %. В 1966 году показал наивысший результат в своей трудовой деятельности. Смог убрать пшеницу с площади 12 тысяч гектаров и намолотил 18 тысяч центнеров зерновых.
Указом Президиума Верховного Совета СССР от 19 апреля 1967 года за достигнутые успехи в увеличении производства и заготовок зерна в 1966 году Айтмагамбету Тургамбаеву присвоено звание Героя Социалистического Труда с вручением ордена Ленина и золотой медали «Серп и Молот».
В последующие годы продолжал демонстрировать высокие производственные результаты в сельском хозяйстве.
Проживал в родном селе. Умер в 1989 году.

## Награды
За трудовые и боевые успехи удостоен:
- золотая звезда «Серп и Молот» (19.04.1967)
- орден Ленина (19.04.1967)
- другие медали.